# Trofeu Laigueglia 2020
El Trofeu Laigueglia 2020 va ser la 57a edició del Trofeu Laigueglia. Es disputà el 16 de febrer de 2020 sobre un recorregut de 203 km amb sortida i arribada a Laigueglia, a la Ligúria. La cursa formava part de l'UCI ProSeries amb una categoria 1.Pro.
El vencedor final fou l'italià Giulio Ciccone (equip nacional Italià) que s'imposà en solitari. Biniam Hailu (Nippo Delko One Provence) i Diego Rosa (Arkéa-Samsic) completaren el podi.

## Equips
L'organització convidà a 19 equips a prendre part en aquesta cursa.
| WorldTeam- AG2R La Mondiale ProTeams (6)- Gazprom-RusVelo - Nippo Delko One Provence - Vini Zabù-KTM - Bardiani CSF Faizanè - Arkéa-Samsic - Androni Giocattoli-Sidermec Equips continentals (11)- NTT Continental Cycling Team - General Store Essegibi F.lli Curia - D'Amico UM Tools - Biesse Arvedi - Team Colpack-Ballan - Sangemini-Trevigiani-MG.Kvis - Beltrami TSA-Marchiol - Work Service Dynatek Vega - Work Service-Dynatek-Vega - Giotti Victoria-Palomar - Amore & Vita-Prodir Equip nacional- Itàlia |
| |

## Classificació final
| \| Classificació general \| Classificació general \| Classificació general \| Classificació general \| Classificació general \| \| Corredor \| Corredor \| Equip \| Temps \| \| \| --------------------- \| --------------------- \| --------------------------- \| --------------------- \| --------------------- \| \| 1r \| Giulio Ciccone \| Itàlia \| 5h 10' 27" \| \| \| 2n \| Biniam Girmay \| Nippo-Delko One Provence \| + 32" \| \| \| 3r \| Diego Rosa \| Arkéa-Samsic \| + 32" \| \| \| 4t \| Andrea Vendrame \| AG2R La Mondiale \| + 1' 17" \| \| \| 5è \| Lorenzo Rota \| Vini Zabù-KTM \| + 1' 17" \| \| \| 6è \| Ievgueni Xalunov \| Gazprom-RusVelo \| + 1' 17" \| \| \| 7è \| Davide Gabburo \| Androni Giocattoli-Sidermec \| + 1' 21" \| \| \| 8è \| Marco Tizza \| Amore & Vita-Prodir \| + 1' 48" \| \| \| 9è \| Andreas Kron \| Riwal Readynez \| + 1' 55" \| \| \| 10è \| Filippo Conca \| Biesse Arvedi \| + 1' 55" \| \| \| 11è \| Giovanni Visconti \| Vini Zabù-KTM \| + 2' 07" \| \| \| 12è \| Francesco Gavazzi \| Androni Giocattoli-Sidermec \| + 2' 07" \| \| \| 13è \| Simone Velasco \| Gazprom-RusVelo \| + 2' 07" \| \| \| 14è \| Nicola Bagioli \| Androni Giocattoli-Sidermec \| + 2' 07" \| \| \| 15è \| Kevin Colleoni \| Biesse Arvedi \| + 2' 07" \| \| |                   |                             |            |
| |                   |                             |            |
| Font: ProCyclingStats |                   |                             |            |
| Classificació general |                   |                             |            |
| Corredor | Corredor          | Equip                       | Temps      |
| 1r | Giulio Ciccone    | Itàlia                      | 5h 10' 27" |
| 2n | Biniam Girmay     | Nippo-Delko One Provence    | + 32"      |
| 3r | Diego Rosa        | Arkéa-Samsic                | + 32"      |
| 4t | Andrea Vendrame   | AG2R La Mondiale            | + 1' 17"   |
| 5è | Lorenzo Rota      | Vini Zabù-KTM               | + 1' 17"   |
| 6è | Ievgueni Xalunov  | Gazprom-RusVelo             | + 1' 17"   |
| 7è | Davide Gabburo    | Androni Giocattoli-Sidermec | + 1' 21"   |
| 8è | Marco Tizza       | Amore & Vita-Prodir         | + 1' 48"   |
| 9è | Andreas Kron      | Riwal Readynez              | + 1' 55"   |
| 10è | Filippo Conca     | Biesse Arvedi               | + 1' 55"   |
| 11è | Giovanni Visconti | Vini Zabù-KTM               | + 2' 07"   |
| 12è | Francesco Gavazzi | Androni Giocattoli-Sidermec | + 2' 07"   |
| 13è | Simone Velasco    | Gazprom-RusVelo             | + 2' 07"   |
| 14è | Nicola Bagioli    | Androni Giocattoli-Sidermec | + 2' 07"   |
| 15è | Kevin Colleoni    | Biesse Arvedi               | + 2' 07"   |